# 緑茶飲料
緑茶飲料（りょくちゃいんりょう）は、緑茶を缶やペットボトル、紙パックの容器に詰めた茶系飲料の一種。

## 原料
日本では無糖で、茶葉は主に煎茶を使用。これに玉露が加えられたものもあり、煎茶のほかほうじ茶や玄米茶も用いられる。緑茶以外の素材（麦茶など）を混ぜた「ブレンド茶」もあり、十六茶のようにその種類の多さを「売り」にし商品名としたものもある。
食品添加物は、酸化防止剤としてビタミンCが加えられている。そのほか、緑茶そのものの香りを補う目的で、あるいは別の（果物などの）香りを加える目的で香料が入れられているものや、pH調整剤として炭酸水素ナトリウムが使用されているものがある。
なお全国清涼飲料工業会では、砂糖や桜の葉などを入れたものは「緑茶飲料」ではなく「その他茶飲料」に、緑茶とそれ以外の茶葉が使用されているものは「ブレンド茶飲料」に分類している。
中華人民共和国では、無糖の緑茶も飲まれているが、緑茶飲料は「自宅で淹れる熱いお茶とは別のもの」と捉えられているため、砂糖入りの甘い緑茶飲料が多く、ジュース感覚で飲まれている。東南アジアでも同様である。こういった国々では、日本式の無糖の緑茶飲料は、日式緑茶という名称で販売されている。

## 歴史
1985年、サンガリアはアスコルビン酸添加および窒素充填による世界初の缶入り緑茶を発売。一方で、伊藤園は本格的な商業ベースでは初の缶入り緑茶「煎茶」を発売。後者は酸化による変色を防ぐため、充填時に容器上部の空隙に窒素を吹き付けて酸素を除去する「T-Nブロー製法」が採用されている。1989年、伊藤園はほうじ茶と玄米茶をラインナップに加え、「お〜いお茶」ブランドでの販売を開始。翌1990年にはペットボトル（1.5リットル）入りの製品を発売した。1993年に登場した十六茶（アサヒ飲料）や爽健美茶（日本コカ・コーラ）により、ブレンド茶飲料の市場も拡大した。
2000年3月にキリンビバレッジが「生茶」を市場に投入し、ペットボトルのお茶ブームの火付け役となった。これにより「第一次緑茶戦争」が始まる。
2003年には花王が特定保健用食品の「ヘルシア緑茶」で市場に参入。1990年代初頭から緑茶飲料を販売していたサントリーは2004年に「伊右衛門」を投入。このヒットが「第二次緑茶戦争」を起し、2005年の緑茶飲料の市場規模は2000年の2倍に成長した。

### 年表
出典
- 1984年（昭和59年）伊藤園が、「TーNブロー製法」を確立。世界初の緑茶飲料の開発に成功。

- 1985年（昭和60年）
  - サンガリアが、世界初の缶入り緑茶飲料を発売。アスコルビン酸添加および窒素充填による「お茶」を発売。
  - 伊藤園が、缶内の酸素除去（TーNブロー製法）による「缶入り煎茶」を初めて発売。
- 1990年（平成02年）- 伊藤園が、世界初のペットボトル入りの緑茶を開発。「お～いお茶1.5ℓ」を発売。
- 1999年（平成11年）- サンガリアが、業界初の加温できるペット入り緑茶を開発。「あったかいお茶300mlペット」を発売。
- 2003年（平成15年）
  - サンガリアが、業界初の冷凍対応ペットボトルを開発。氷晶シリーズより「氷晶お茶」を発売。
  - 花王が、緑茶部門では業界初めての「特定保健用食品」に認定されたお茶を開発。「ヘルシア緑茶」を発売。
- 2011年（平成23年）- 伊藤園が、世界で初めて緑茶飲料での2つの働きをもつ「2つの働き カテキン緑茶（特定保健用食品）」を発売。

## 市場規模
全国清涼飲料工業会が統計を取り始めた1990年の生産量は5.5万klであったが、果汁飲料や炭酸飲料が頭打ちとなったのと対照的に拡大を続け、2007年には246.7万klまで急増した。1990年時点での茶系飲料の内訳はウーロン茶と紅茶で大半を占めていたが、2007年にはウーロン茶飲料16.9%、紅茶飲料17.1%に対し、緑茶飲料43.3%、ブレンド茶飲料15.7%、その他の茶系飲料（麦茶など）7.0%となっている。なお、使用される容器はペットボトルが9割近くを占めている。また、2006年の緑茶飲料販売額は上位10社で95.5%、上位2社の伊藤園とサントリーで54.5%を占めており、寡占化が進んでいる。
割合
2007年11月のコンビニエンスストアでの市場占有率は、「お～いお茶」が約4割、「伊右衛門」が2割強、「生茶」と「ヘルシア緑茶」が各1割強、さらに発売されて間もない「綾鷹」がこれに続いている。
2017年の販売数量では、「お～いお茶」が約4割、「伊右衛門」と「綾鷹」が約2割強、「生茶」が約1割強となっている。

## 主なメーカー
2022年に販売された緑茶飲料のシェア上位6社は次の通りである。
| メーカー                         | シェア |
| -------------------------------- | ------ |
| 伊藤園                           | 36.2%  |
| 日本コカ・コーラ                 | 22.4%  |
| サントリー                       | 20.3%  |
| キリンビバレッジ                 | 10.2%  |
| ポッカサッポロフード＆ビバレッジ | 1.1%   |
| アサヒ飲料                       | 0.8%   |

## 主なブランド
- 伊藤園 -「お～いお茶」1989年～
- アサヒ飲料 -「十六茶」1993年～ 、「颯」2023年～
- ポッカサッポロフード＆ビバレッジ -「玉露入りお茶」1993年～
- キリン -「生茶」2000年～
- 花王 -「ヘルシア緑茶」2003年～
- サントリー -「伊右衛門」2004年～
- 日本コカ・コーラ -「綾鷹」2007年～
- サンガリア -「あなたのお茶」2010年～
- ライフドリンク -「彩茶」2022年～